# Skończone
„Skończone” – ballada rockowa zespołu IRA pochodząca z pierwszej po siedmioletniej przerwie, płyty Tu i Teraz. Utwór znalazł się na siódmej pozycji na płycie, trwa 3 minuty i 9 sekund i jest prócz „Intra” najkrótszym utworem znajdującym się na płycie.
Tekst utworu opowiada o zakończonym związku, i o tym, że każdy sobie znajdzie swoją drogę, i ułoży sobie życie od nowa. Autorem tekstu do utworu jest Wojciech Byrski, kompozytorami utworu są Wojciech Owczarek, Artur Gadowski, Zbigniew Suski.
Brzmienie utworu jest utrzymane w melodyjnym i znacznie lżejszym rockowym klimacie. Początkowo w utworze słychać grę gitary klasycznej, potem wchodzi perkusja, a po 2 minutach trwania utworu słychać także wejście gitary elektrycznej. Utwór był prezentowany publiczności podczas trasy promującej płytę Tu i Teraz. Po trzech latach, w 2005 wraz z utworem Bezsenni ponownie został włączony do koncertowej setlisty grupy. Utwór został wykonany na koncercie z okazji 18-lecia istnienia zespołu w Krakowie oraz na Zlocie Fanów zespołu, który się odbył w Dąbrowie Górniczej w sierpniu 2007 roku.

## Twórcy
IRA
- Artur Gadowski – śpiew, chórki
- Wojtek Owczarek – perkusja
- Piotr Sujka – gitara basowa, chór
- Zbyszek Suski – gitara elektryczna, gitara akustyczna

Muzycy sesyjni
- Mariusz Noskowiak – instrumenty klawiszowe
- Przemek Momot – instrumenty perkusyjne

Produkcja
- Nagrywany oraz miksowany: 6 listopada 2001 – marzec 2002 w Studio im. Winicjusza Chrósta w Sulejówku, oraz w Elektra Studio w Sulejówku
- Produkcja: Mariusz Musialski („El Mariachi Management”)
- Produkcja muzyczna: Leszek Kamiński, Krakers Zarząd
- Realizacja nagrań: Adam Toczko
- Mix: Adam Toczko i Szymon Sieńko w Gdańsku
- Aranżacja: Wojciech Owczarek, Artur Gadowski, Zbigniew Suski
- Mastering: Tom Meyer oraz Master & Servant w Hamburgu
- Projekt okładki, oprawa graficzna: Activa Studio